# ナトリウムエトキシド
ナトリウムエトキシド（sodium ethoxide, C2H5ONa）は、ナトリウムイオン Na+ とエトキシドイオン C2H5O− からなるアルコキシドである。常温で白色から黄色の固体。吸湿性がある。
強塩基であり、空気中の水分により加水分解して水酸化物イオン OH− を生じる。
{\displaystyle {\ce {C2H5ONa + H2O -> C2H5OH + NaOH}}}
無水エタノールに金属ナトリウムを加えると生成する。
{\displaystyle {\ce {2C2H5OH + 2Na -> 2C2H5ONa + H2}}}
有機合成に試薬として用いる際は、単離せずにエタノール溶液として用いる。